# Pic Saint-Michel
Le pic Saint-Michel est un sommet du massif du Vercors culminant à 1 966 mètres d'altitude dans le département français de l'Isère. Il fait partie de la longue crête nord-sud qui part du Moucherotte jusqu'aux rochers du Parquet, bien qu'il forme une pointe vers l'est.

## Géographie

### Situation
Ce sommet est situé entre le Grand Cheval (1 827 m), au nord, et le col de l'Arc (1 736 m), au sud.

### Topographie
La face ouest du pic a la forme d'un plateau incliné vers le val de Lans. Sa face est, au contraire, est formée par une falaise de plus de 200 mètres de hauteur.

### Géologie
Ce sommet est formé d'une corniche de calcaire urgonien aux couches peu inclinées qui forment ici le rebord oriental du val de Lans.

## Activités

### Randonnées
Plusieurs chemins de randonnée mènent au pic Saint-Michel, notamment sur sa face ouest au départ de la Sierre.

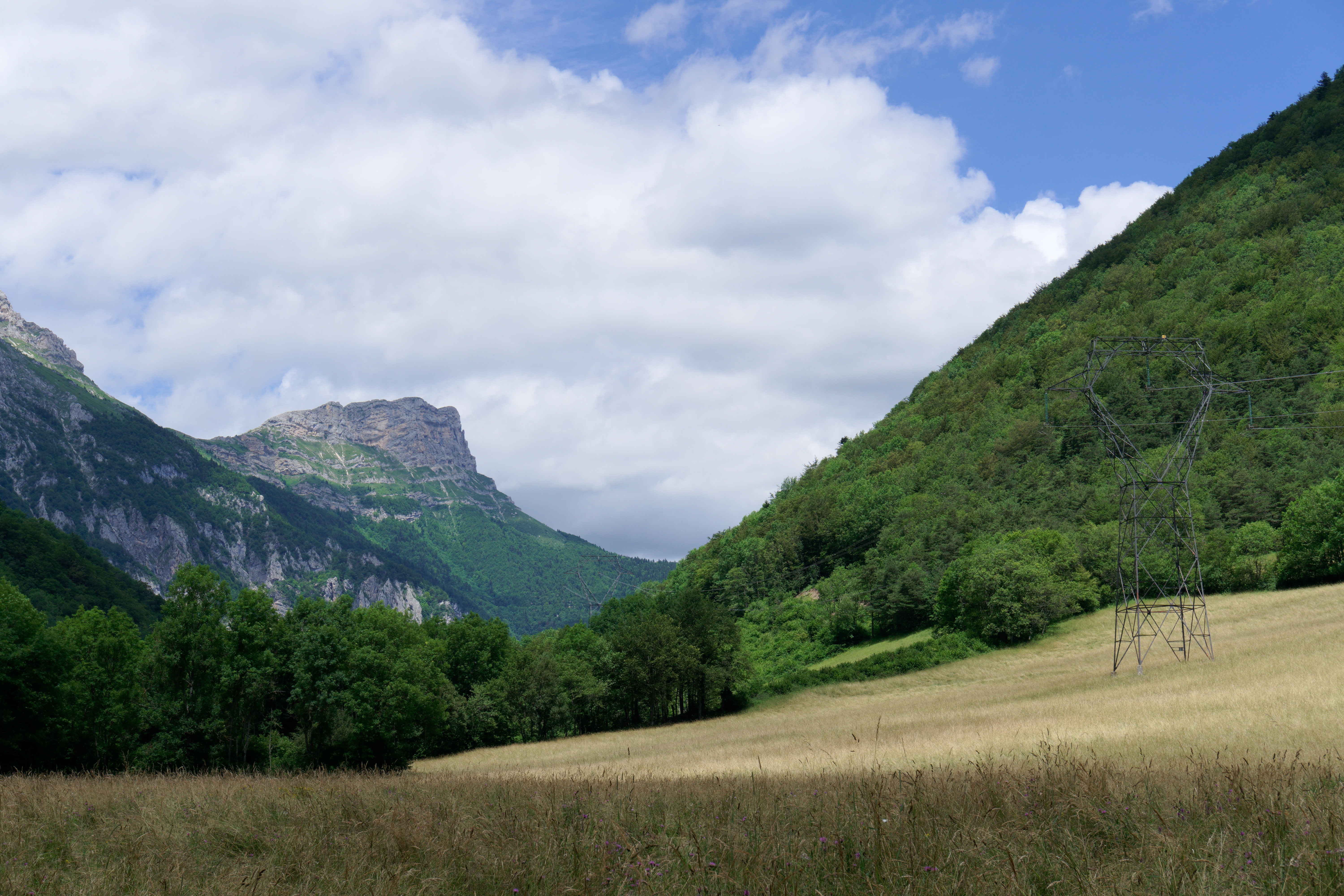
Le pic Saint-Michel depuis le pas de l'Échaillon au Gua.
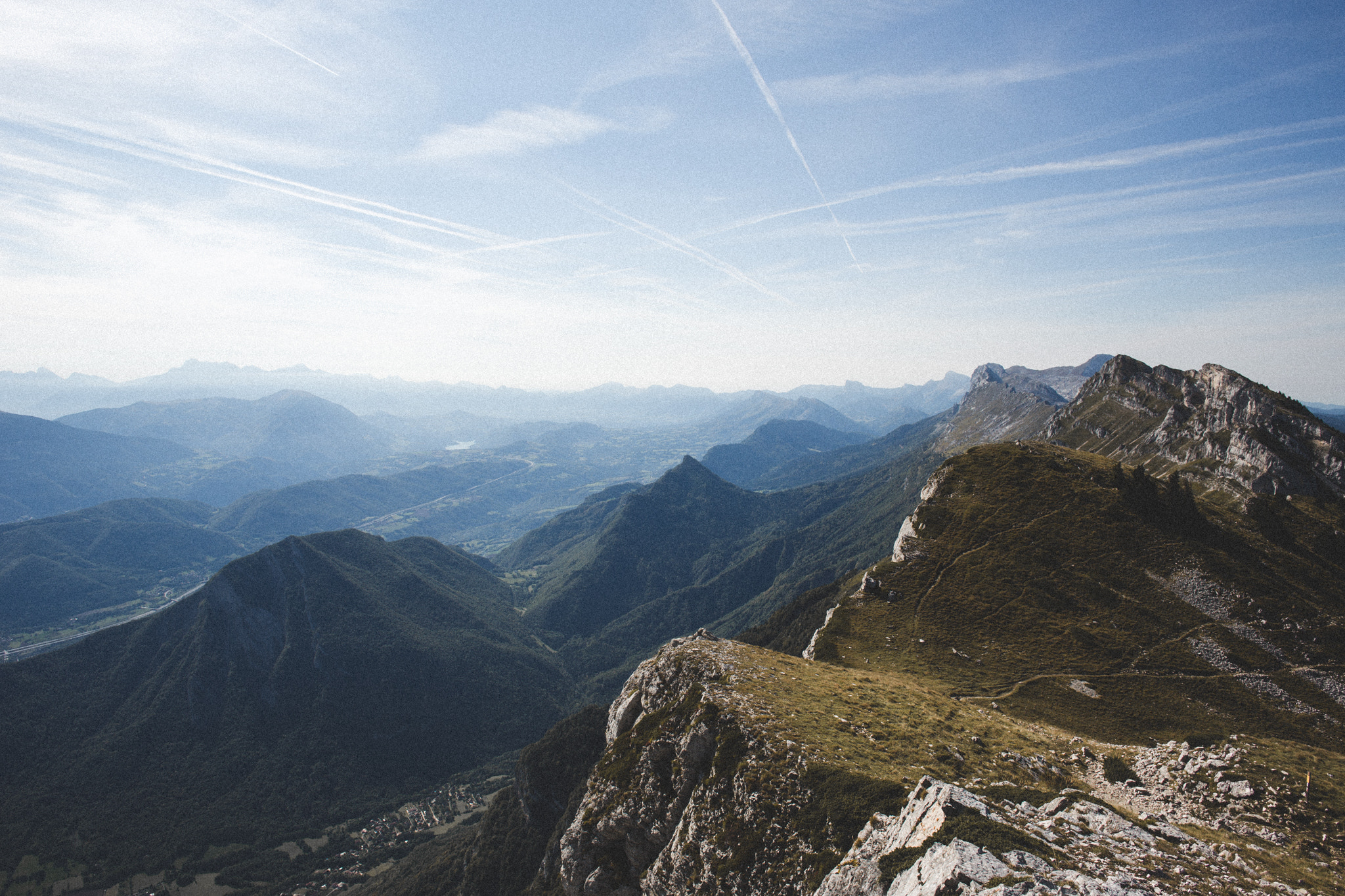
Vue sur la vallée du Lavanchon, la montagne d'Uriol, l'Éperrimont et la vallée de la Gresse depuis le pic.
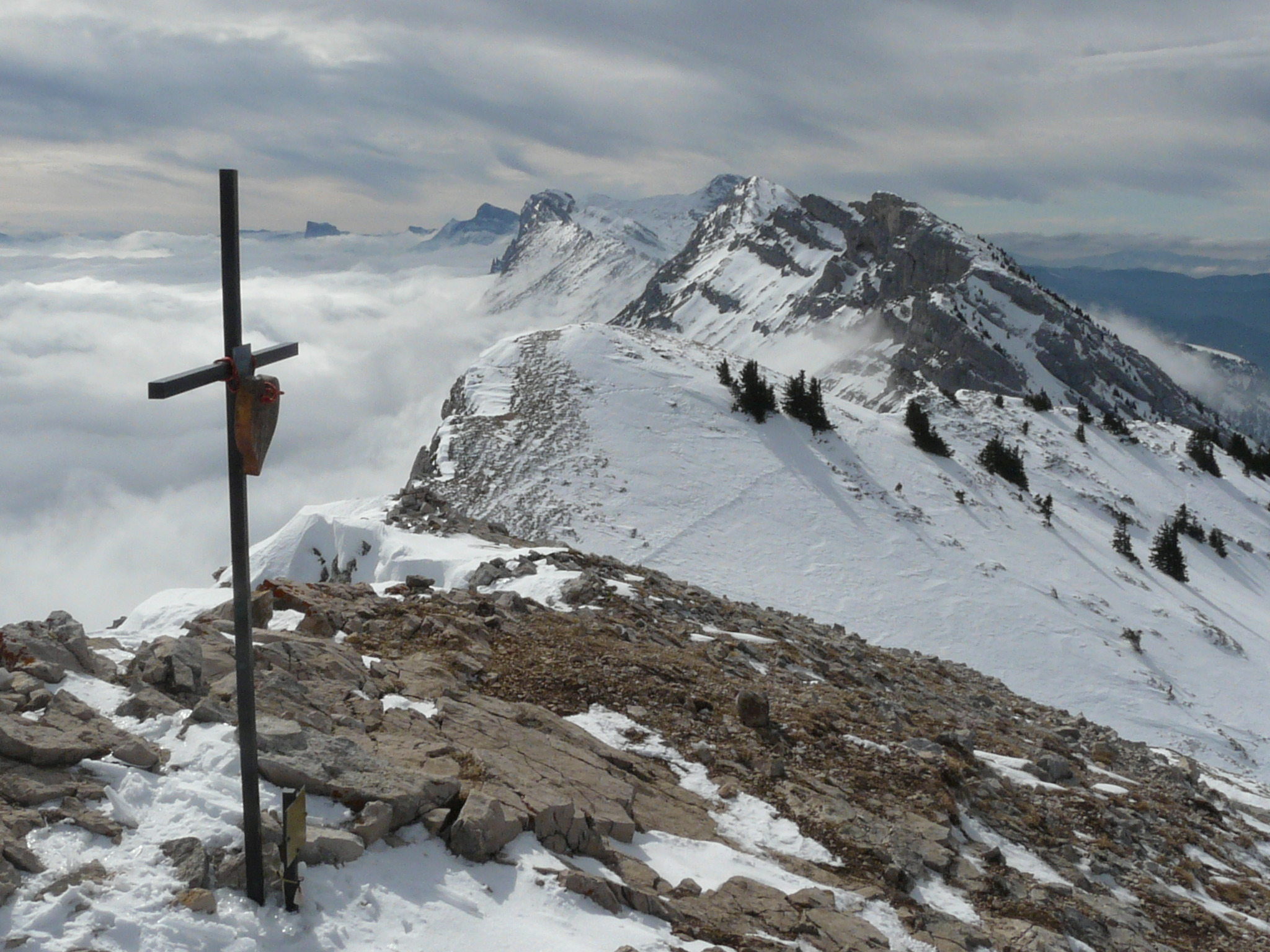
Croix sommitale du pic.
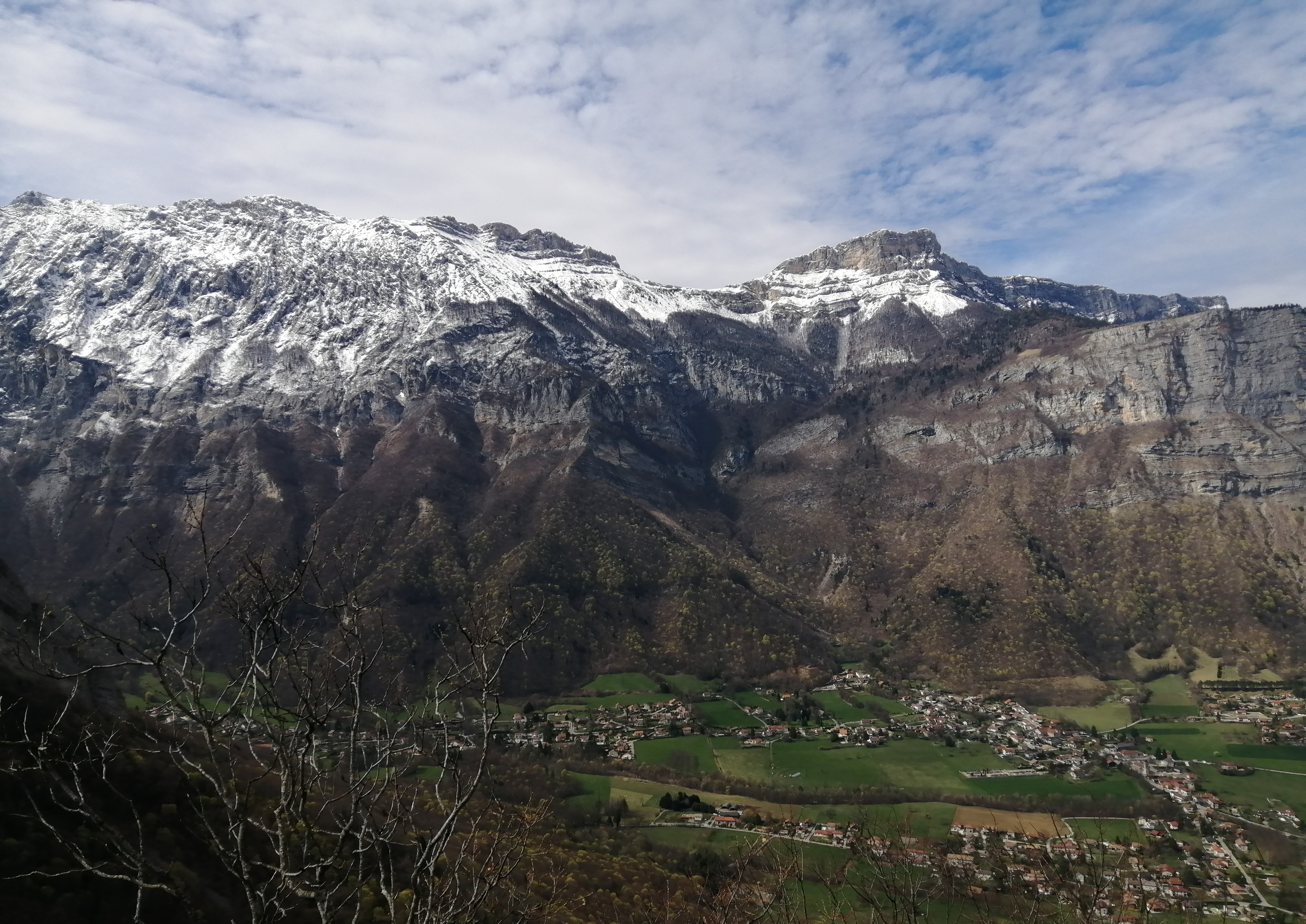
Le pic Saint-Michel (à droite) surplombant la vallée du Lavanchon.
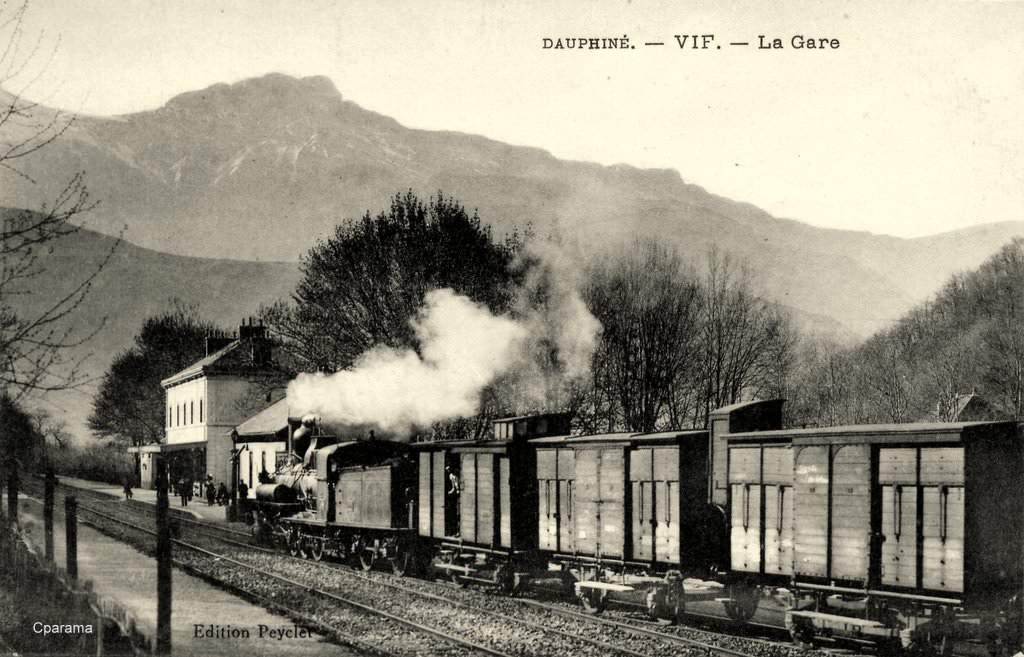
Le pic Saint-Michel depuis la gare de Vif au XXe siècle.